# 敦淑帝姬
敦淑帝姬（1110年—1112年），為北宋第八代皇帝宋徽宗的皇女，母崔贵妃。
政和元年（1111年）三月封壽福公主。政和二年（1112年）三月薨逝，追封涇國公主。政和四年（1114年）十一月，改公主为帝姬，改封敦淑帝姬。